# 五箇伝
五箇伝（ごかでん）は、日本における日本刀の五大刀工流派のこと。令制国の大和国・山城国・備前国・相模国・美濃国を発祥とし、それぞれ大和伝、山城伝、備前伝、相州伝、美濃伝という。これ以外の小さな流派は脇物といった。これらを系統づけたのは、代々足利将軍家に使えた研師で、豊臣秀吉以後は刀の鑑定も務めた本阿弥家であり、最終的に本阿弥光遜がまとめ上げた。確認できる五箇伝の刀工数は、備前4005、美濃1269、大和1025、山城847、相州438であった。

## 大和伝

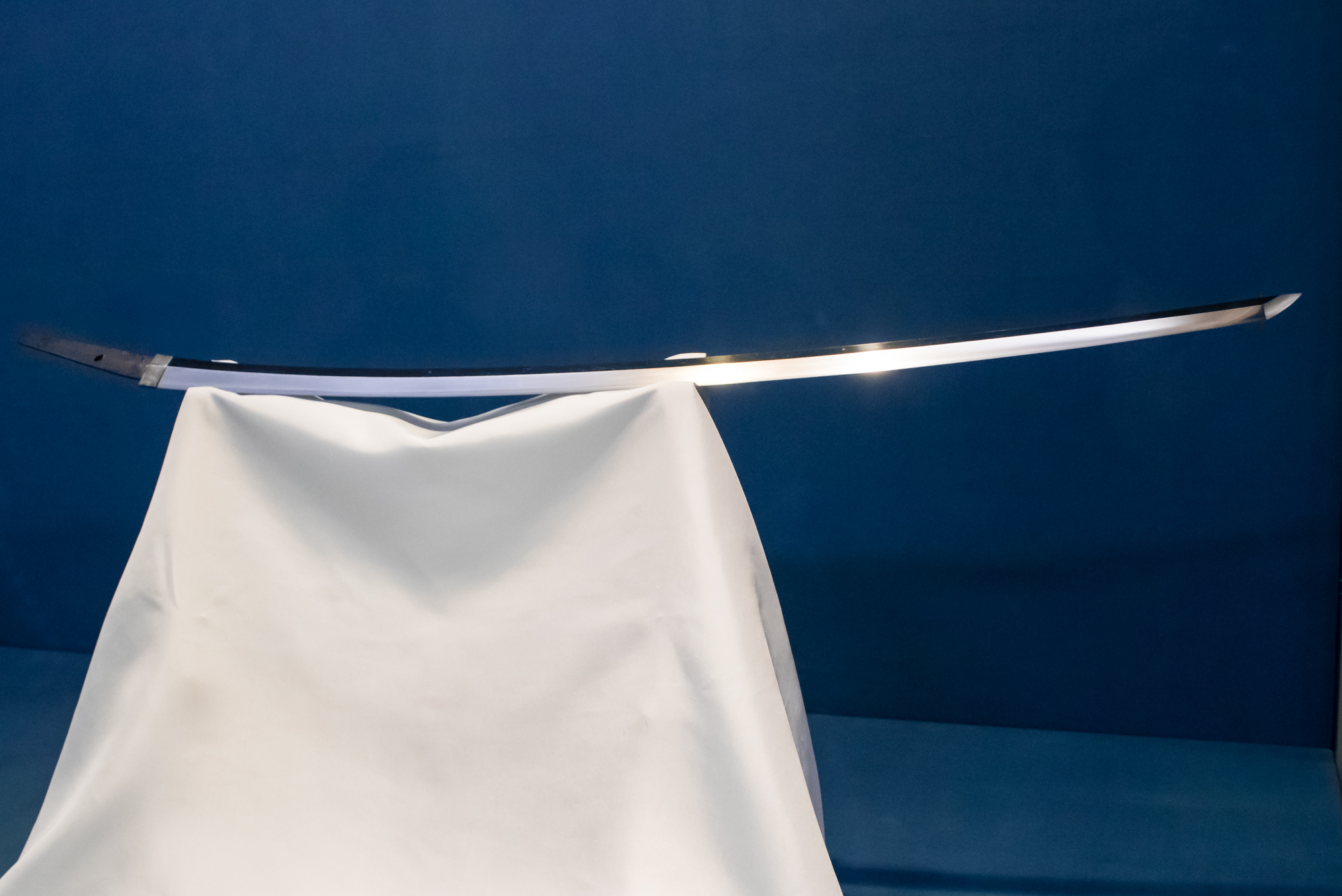
太刀 獅子王、12世紀、 平安時代、重要文化財、東京国立博物館蔵

大和伝は、現在の奈良県に相当する大和国に発祥した流派である。奈良は古代日本の首都であった。天国という刀工が最初に刀の柄に銘を切ったという伝説があることから、天国が創始者であり、最古の流派とされることもある。しかし資料で確認されている源流は平安時代中期の行信である。奈良の大寺院の僧兵が身につけていた刀を鍛えていた。大和伝は大きく分けて千手院派、尻掛派、当麻派、手掻派、保昌派の5つの流派で構成されている。それぞれの流派は、それぞれの寺院の監修のもとで刀剣を作成していた。室町時代中期になると、美濃など各地に刀工が移り住み、流派は消滅した。大和伝の刀剣に一般的にみられる特徴は、輪反り（中央から湾曲）で曲線が深く、身幅（刃から背までの幅）が狭く、鎬（中央の稜線）が高く、切先が小さく、柾目肌（まさめはだ、直線模様）で、刃文は直刃（すぐは、直線的）で、沸（にえ、刃文の境目の粒）は中程度の大きさでである。装飾性を削ぎ落しているものが多い事から、地味で力強い印象のある刀と評価されることが多い。（昭和期に行われた軍刀の研究においては、五箇伝の中ではずば抜けて切れ味が良いわけではないが、頑丈であるという評価もある。）

## 山城伝

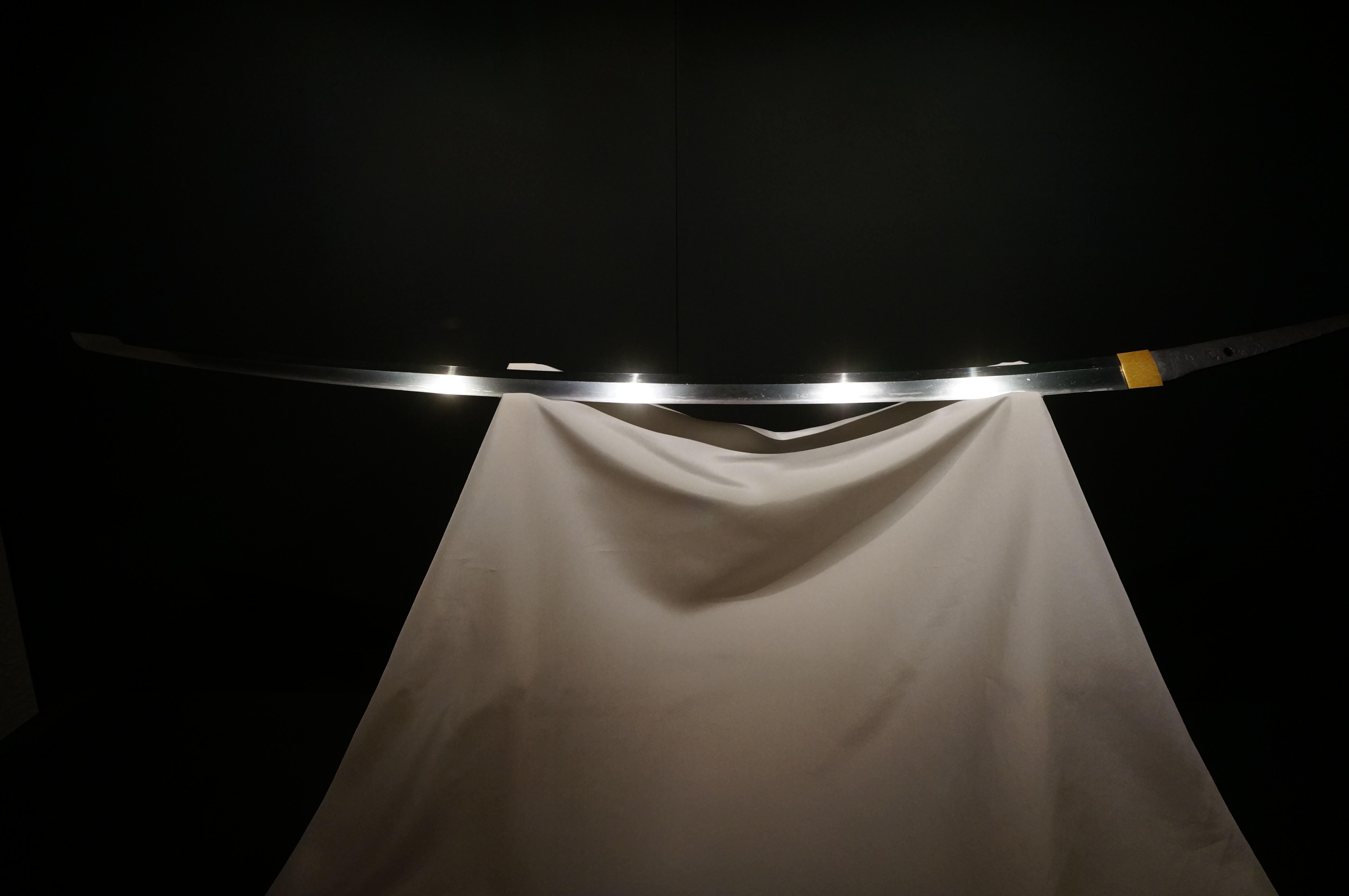
太刀 三日月宗近、三条宗近作、10世紀後半、平安時代、国宝、東京国立博物館蔵、天下五剣のひとつ。

山城伝は、現在の京都府に相当する山城国に発祥した流派である。794年に桓武天皇が京都に都を移すと、刀工が集まるようになった。その創始者は平安時代の10世紀後半の三条宗近である。山城伝は大きく分けて、三条派、綾小路派、粟田口派、来派などで構成されていた。当初は貴族の要求に応じて刀を鍛えることが多く美意識が重視され実用性は重視されなかった。しかし、平安時代末期の源平合戦が起こると実用性が重視され、備前伝から刀工が招聘された。鎌倉時代になると武士の間では豪壮な来派の太刀が流行した。その後、相州伝の鍛造法も採用された。山城伝の刀剣に見られる一般的な特徴は、細長く、腰反り（根元から湾曲）や輪反り（中央から湾曲）で、刀身に潤いがあり、刃文は直刃で、沸が小さい。上品な印象のある刀として評価されることが多。

## 備前伝

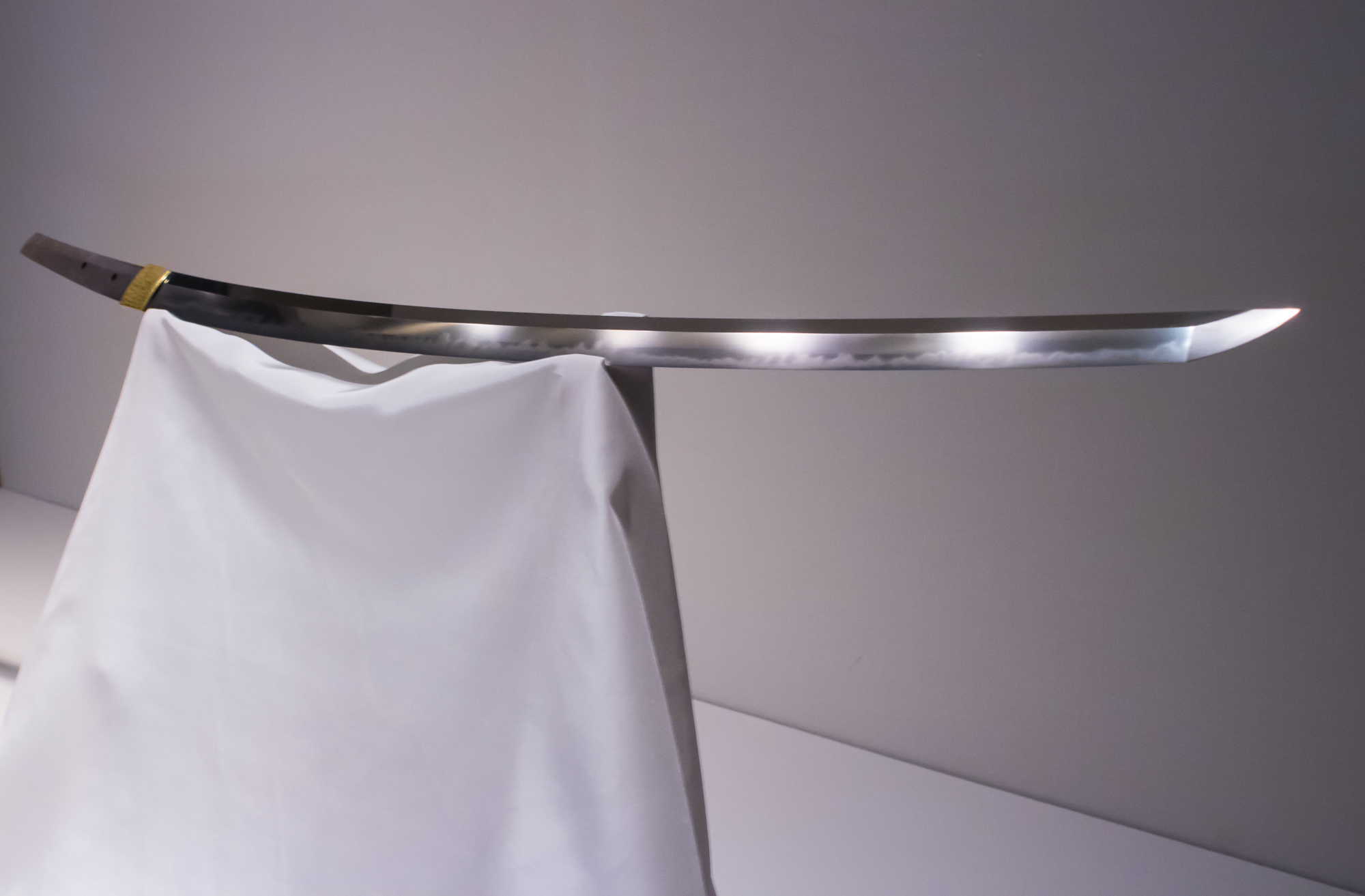
太刀 長光作、13世紀、鎌倉時代、国宝、東京国立博物館蔵

備前伝は、現在の岡山県に相当する備前国に発祥した流派である。備前は古来より良質な砂鉄の一大産地であった。平安時代中期の古備前派が発祥。備前伝は、古備前派、福岡一文字派、吉岡一文字派、長船派、畠田派などで構成されていた。鎌倉時代に書かれた刀剣書『銘尽』によると、後鳥羽上皇が全国から招集した月番で作刀を担当する「御番鍛冶」12名のうち、備前伝の出身者は10名であった。鎌倉時代に始まった長船派には次々と名刀工が誕生し、日本刀史上最大の流派へと発展していった。長船派の兼光と長義は、相州派の正宗の弟子の正宗十哲とされている。高品質の刀剣を受注生産する一方で、戦争が大規模化する室町時代からは足軽に貸与する御貸刀や日明貿易で明に輸出する粗悪な刀剣を量産していた。これらの刀剣は数打ち物や束刀（たばがたな）といった。備前伝は長らく最高の繁栄を誇っていたが、戦国時代の1590年に発生した吉井川の大氾濫でほぼ壊滅した。備前伝の刀剣に見られる一般的な特徴は、腰反りで、木目肌が混じる板目肌（木の年輪のような模様が不規則な指紋のような模様に混ざる。）で、刃文は丁子文（連続する丁子の実のような模様）など派手で、沸はほとんどなく、乱れ映り（刃文と鎬の間の霞のようなグラデーション）がある。派手で華やかな印象のある刀と評価されることが多い。

## 相州伝

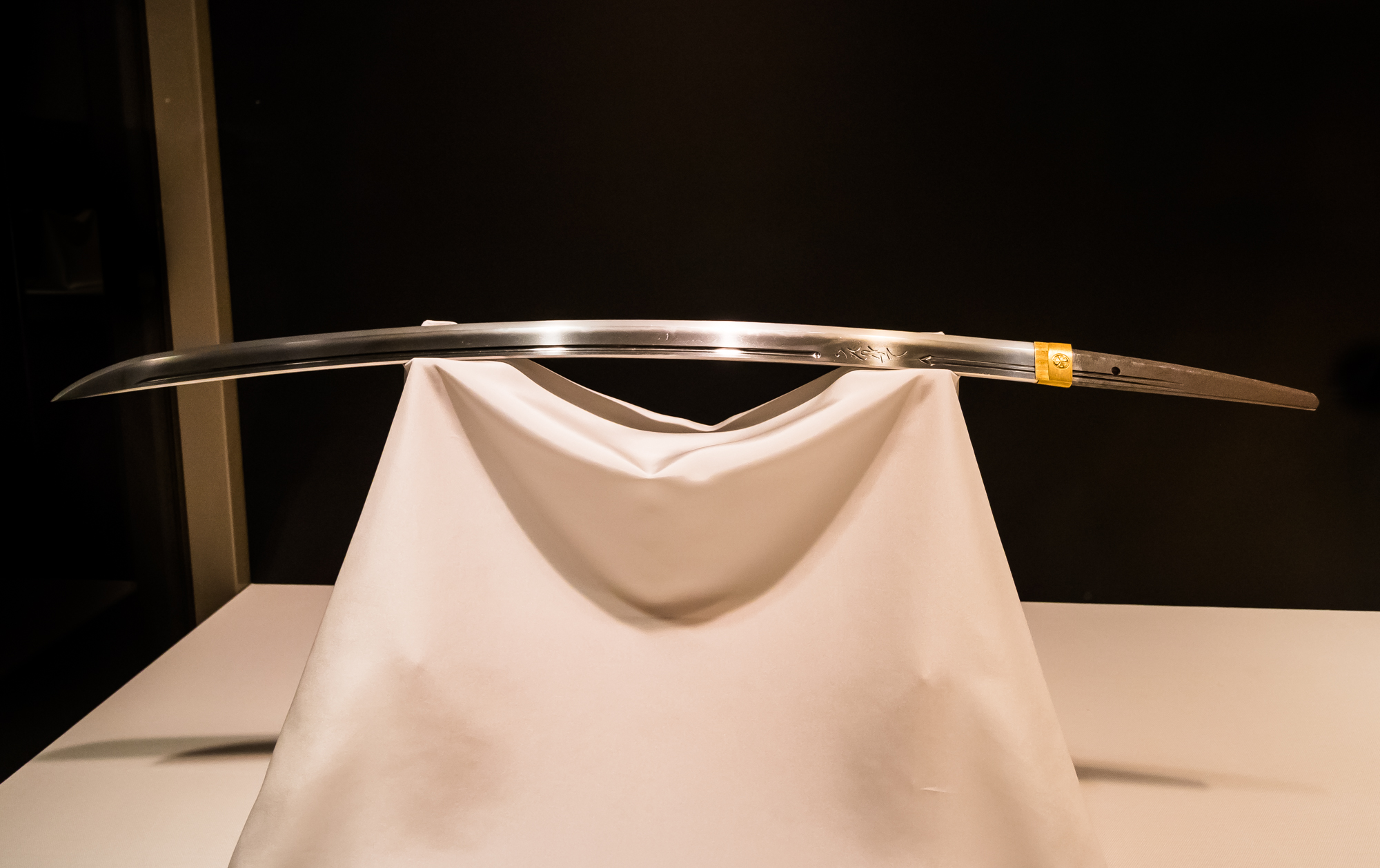
刀 切刃貞宗、貞宗作、14世紀、鎌倉時代、重要文化財、東京国立博物館蔵（後世に太刀から刀に磨上げられた作）

相州伝は、現在の神奈川県に相当する相模国に発祥した流派である。相模国は鎌倉時代に鎌倉幕府が置かれた日本の政治の中心地であった。13世紀末、鎌倉幕府が山城伝や備前伝の刀工を招き、刀工が集まるようになった。新藤五国光は山城伝と備前伝の作刀技術を融合させて実験的な刀剣を作った。彼ら相州伝の刀工たちは元寇の教訓からより強い刀剣を作るために作刀法に革新を起こした。この鍛造方法は現在でも完全には解明されていないが、高温での加熱と急速な冷却が重要な要素の一つと考えられている。彼らの革新は他の流派にも影響を与え、最高品質の刀剣を作るようになったが、この技術は安土桃山時代（新刀時代）までには失われてしまった。鎌倉幕府滅亡により衰退した。相州伝の刀剣に見られる一般的な特徴は、反りが浅く、身幅が広く、断面が薄く、板目肌で、刃文は互の目（ぐのめ、鋸刃模様）などで、沸が大きい。
（昭和期に行われた実用的な軍刀の研究においては、「反り浅く、身幅広く、重ね薄く、鎬高く、鎬幅狭く、平肉少なく、先身幅細らず、切っ先延び、ふくら枯れ」などと称され、五箇伝の中では切れ味が良い形式という意見もある。）

## 美濃伝

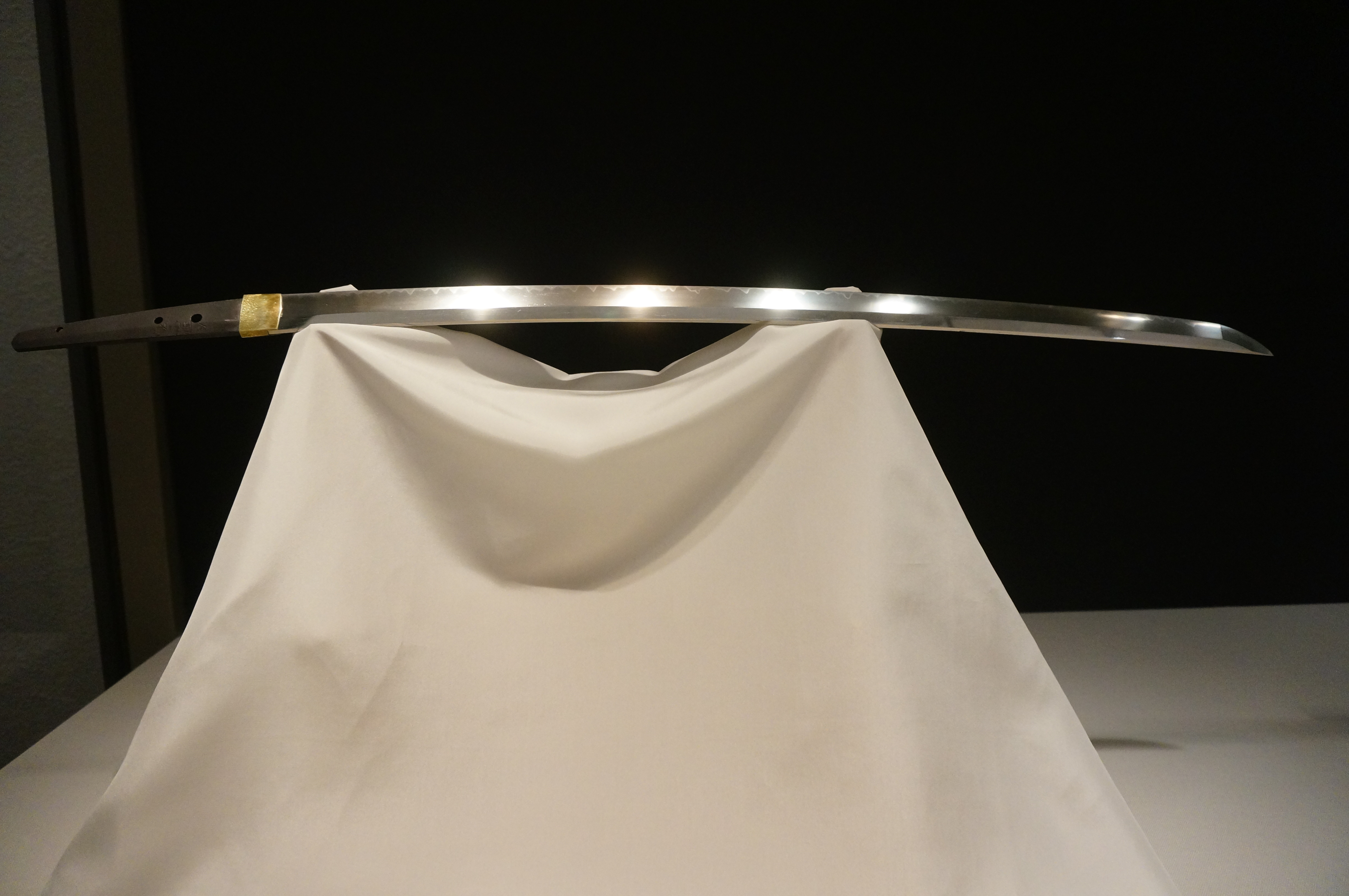
刀 孫六兼元作、16世紀、室町時代、東京国立博物館蔵

美濃伝は、現在の岐阜県に相当する美濃国を発祥とする流派である。美濃国は関東と関西を結ぶ交通の要衝であり、有力な大名に囲まれていた。美濃伝は鎌倉時代中期に、相州伝を学んだ大和伝の刀工たちが美濃に集まったのが始まりである。備前伝が1590年の大洪水で壊滅した後、美濃は日本刀の最大の産地となった。五箇伝の中で最も新しい流派であったため打刀の生産率が高かった。美濃伝の刀剣に見られる一般的な特徴は、鎬がやや高く、重ね（背中側の厚み）が薄く、柾目肌が混じった板目肌で、刃文は互の目、沸が弱く匂（粒子が小さく霞のようになっている）である。